# Bayview Park
Pour les articles homonymes, voir Bayview.
Ne doit pas être confondu avec Bayview Stadium.
Le Bayview Park est un ancien stade de football construit en 1902 et fermé en 1998, et situé à Methil.

## Histoire
Le stade est d'abord celui d'un club de football junior, le Leven Thistle FC, et a pour nom Town Hall Park. Quand East Fife a été créé en 1903 pour doter la région de Levenmouth (en) d'un club senior, le Town Hall Park était le stade le plus adapté à leur installation. Il fut alors renommé Bayview, en lien avec sa proximité avec Largo Bay et East Fife y joua son premier match le 15 août 1903 contre Hearts.
En 1906, Bayview Park est doté d'une tribune de 400 places. Toutefois, le projet de la construction d'une école à proximité nécessite de déplacer le terrain de plusieurs mètres vers l'ouest en 1910. La tribune qui se trouvait le long de la ligne de touche au nord n'a pas été déplacée mais se retrouve dorénavant située au poteau de corner nord-est.
En 1921, East Fife intègre la Scottish Football League et y joue son premier match de championnat d'Écosse le 20 août 1921 contre Bathgate.
Plusieurs aménagements du stade sont entrepris : en 1922, la tribune principale de 1 000 places assise est construite sur le côté sud et le stade atteint une capacité de 20 000 places en 1923. D'autres aménagements ont lieu à la suite de l'accession en Division One en 1930.
Le stade accueille aussi des courses de lévriers à partir du 30 mai 1934 et jusqu'en 1961.
Le stade est de nouveau agrandi en 1948 et le record d'affluence est établi en 1950 pour la réception des rivaux de Raith Rovers avec 22 515 spectateurs. L'éclairage nocturne est installé en 1954 et le premier match à en bénéficier est une rencontre contre Leeds United. 
Cependant, la relégation du club en 1958 entame une période de déclin des résultats du club et de l'affluence aussi dans le stade. À la fin des années 1970, le club connaît de graves difficultés financières et la situation du stade en plein centre-ville entraîne l'intérêt de promoteurs immobiliers et en 1995, le club accepte de le vendre. L'argent récupéré leur permet de faire un construire un stade moderne avec uniquement des places assises, le Bayview Stadium, situé dans la zone moins cotée des docks de Methil. East Fife quitte finalement son ancien stade en mai 1998, à la fin de la saison 1997-98, après 95 ans de présence au Bayview Park.